# Jérémy Fernandez
Jérémy Fernandez (Francia, 15 de mayo de 1997) es un jugador profesional francés de rugby que se desempeña en la posición de medio scrum en Castres Olympique, equipo perteneciente a la liga Top 14.

## Carrera
Fernandez es un jugador de formación francesa (JIFF). Comenzó su carrera deportiva con el equipo SC Mazamet, en el cual jugó dos temporadas (2002-2004), después pasó a Aviron Castrais (2004-2009), luego a Castres Olympique, donde lleva jugando quince temporadas.